# Francuska petycja przeciwko wiekowi zgody
W 1977, gdy we francuskim parlamencie toczono dyskusje nad zmianami w kodeksie karnym, intelektualiści francuscy i kilku naukowców podpisało petycję, później zaś listy otwarte, w których domagali się dekryminalizacji dobrowolnego stosunku seksualnego między osobami dorosłymi i nieletnimi poniżej 15. roku życia (wiek zgody we Francji).

## Petycja z 1977 adresowana do parlamentu francuskiego
W 1977 skierowano petycję do francuskiego parlamentu, wzywając do uchylenia kilku artykułów ustaw dotyczących wieku wyrażania zgody oraz depenalizacji dobrowolnych stosunków seksualnych między osobami dorosłymi a osobami poniżej 15. roku życia. Dokument zatytułowany „Lettre ouverte à la Commission de révision du code pénal pour la révision de certains textes régissant les rapports entre adultes et mineurs” został podpisany przez filozofów Michela Foucaulta, Jacques Derridę, Louisa Althussera, Jeana-Paula Sartre’a, Simone de Beauvoir i André Glucksmanna, filozofa i semiologa Rolanda Barthes’a, autora, pisarza i obrońcę praw gejów Guya Hocquenghema, prawnika i profesora prawa Jeana Daneta, pisarz i filmowca Alaina Robbe-Grilleta, pisarza Philippe’a Sollersa, pediatrę i psychoanalityka dziecięcego Françoise Dolto oraz osoby reprezentujące różne środowiska polityczne.

### Debata wparyskimradiu
4 kwietnia 1978 paryskim radio France Culture w programie „Dialogues” transmitowano debatę między Michelem Foucaultem, Jeanem Danetem i Guyem Hocquenghem, w której  przedstawiali oni argumenty za zniesieniem wieku zgody, przeciwko któremu podpisali petycję z 1977. Rozmowa została opublikowana w języku francuskim pod tytułem „La Loi de la pudeur”, następnie w języku angielskim pod tytułem „Sexual Morality and the Law”. Później tekst był również przedrukowany pod tytułem „The Danger of Child Sexuality”.

## Publikacja listu otwartego

### „Le Monde” – 26 stycznia 1977
List otwarty podpisany przez 69 osób, w tym Rolanda Barthes’a, Jacques’a Derridę, Françoise Dolto, Philippe’a Sollersa, Alaina Robbe-Grilleta i Louisa Aragona, został opublikowany w „Le Monde” w przeddzień procesu trzech Francuzów (byli to Bernard Dejager, Jean-Claude Gallien i Jean Burckardt), oskarżonych o uprawianie seksu z 13- i 14-letnimi dziewczętami i chłopcami. Dwóch z nich przebywało wówczas w tymczasowym areszcie od 1973, co w piśmie określono jako skandaliczne. W liście twierdzono, że istnieje dysproporcja między kwalifikacją ich czynów jako przestępstwa a charakterem zarzucanych czynów, a także sprzeczność, ponieważ młodzież we Francji była w pełni odpowiedzialna za swoje czyny od 13. roku życia. W tekście zawarto również opinię, że jeśli 13-letnie dziewczynki we Francji mają prawo do stosowania pigułki antykoncepcyjnej, to powinny mieć również możliwość wyrażenia zgody.
Pełna lista 69 sygnatariuszy:

- Alain Cuny
- André Glucksmann
- Anne Querrien
- Bernard Dort
- Bernard Kouchner
- Bernard Muldworf (psychiatra)
- Bertrand Boulin
- Catherine Millet
- Catherine Valabrègue
- Christian Hennion (dziennikarz)
- Christiane Rochefort
- Claire Gellman (psycholog)
- Claude d’Allonnes
- Copi
- Daniel Guérin
- Danielle Sallenave
- Dionys Mascolo
- Fanny Deleuze
- Félix Guattari
- Francis Ponge
- François Châtelet
- François Régnault
- Françoise d’Eaubonne
- Françoise Laborie
- Gabriel Matzneff
- Georges Lapassade
- Gérard Soulier
- Gérard Vallès (psychiatra)
- Gilles Deleuze
- Gilles Sandier
- Grisélidis Réal
- Guy Hocquenghem
- Hélène Védrine
- Jack Lang
- Jacques Henric
- Jean-François Lyotard
- Jean-Louis Bory
- Jean-Luc Henning
- Jean-Marie Vincent
- Jean-Michel Wilheim
- Jean-Paul Sartre
- Jean-Pierre Colin
- Jean-Pierre Faye
- Judith Belladona
- Louis Aragon
- Madeleine Laïk
- Marc Pierret
- Marie Thonon
- Maurice Erne (psychiatra)
- Michel Bon (psychosocjolog)
- Michel Cressole
- Michel Leyris
- Négrepont
- Olivier Revault d’Allonnes
- Patrice Chéreau
- Philippe Gavi
- Philippe Sollers
- Pierre-Edmond Gay (psychoanalityk)
- Pierre Guyotat
- Pierre Hahn
- Pierre Samuel
- Pierrette Garrou (psychiatra)
- Raymond Lepoutre
- René Schérer
- Robert Gellman (psychiatra)
- Roland Barthes
- Simone de Beauvoir
- Victoria Therame
- Vincent Montail